# Ervipiame
Els ervipiame o hierbipiame eren un poble amerindi que vivia entre Coahuila i Texas.
A començaments del segle xvi la colonització espanyola a l'actual nord de Mèxic, les malalties que l'acompanyaven i els atacs esclavistes per proveir ranxos i mines amb mà d'obra nativa americana van tenir efectes pertorbadors sobre els habitants de la regió, al segle xvii van irrompre a la baixa vall del riu Grande. Els erviapiame vivien principalment al marge oest o meridional del riu Grande en l'actual Coahuila, principalment al sud de la moderna Guerrero (Coahuila). Alguns d'ells entraren a la Missió de San Juan Bautista i a la Missió de San Francisco Vizzaron quan foren fundades pels voltants del 1700.
Més tard els ervipiame foren un dels nombrosos pobles que vivien a la Rancheria Grande al llarg del riu Brazos a l'actual Texas oriental. Ells vivien allí pel 1710. Pel 1719 eren liderats per un home anomenat El Cuilón qui fou escollit pels espanyols com a líder de la Rancheria Grande.
En 1722 El Cuilón liderà un grup de residents de Rancheria Grande, molts d'ells ervipiame, cap a l'oest, per assentar-se a la Missió de San Francisco Xavier de Najera. Més tard en el 1720 alguns erviapame es traslladaren a la missió de San Antonio de Valero. Tanmateix només s'hi van quedar un curt temps i molts d'ells van ser classificats com a "fugitius" pels espanyols. Mariano Francisco de los Dolores y Viana des d'abans de 1735 va fer viatges anuals a la Rancheria Grande i tractà d'aconseguir que els ervipiame i altres grups allà per anar a les missions al voltant de San Antonio.
Encara que molts ervipiame havia fugit de les missions de San Antonio van veure alguns avantatges en el sistema de missions i en 1745 van enviar una delegació juntament amb els yojuanes, deadoses i altres residents de Rancheria Grande preguntar si es construiria una missió al llarg del Brazos.
En 1747 alguns dels ervipiame es traslladaren a la missió de San Francisco Xavier de Horcasitas al riu San Gabriel,